# Martin Glover
Pour les articles homonymes, voir Youth.

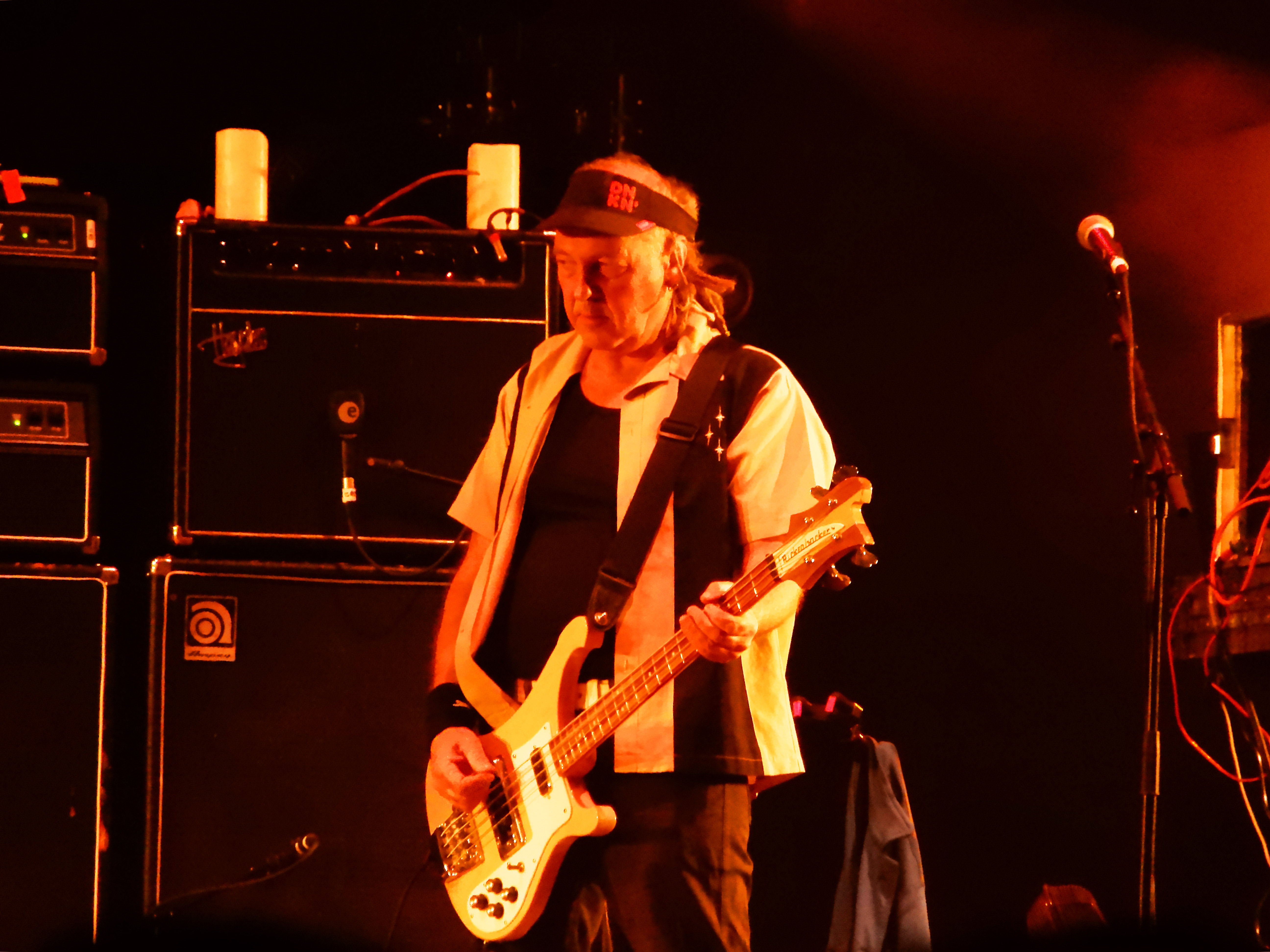
Martin Glover (Killing Joke) au Hellfest 2022

Martin Glover, plus connu sous le pseudonyme Youth, né le 27 décembre 1960, est un bassiste de rock, écrivain, illustrateur et producteur de musique britannique. Il a, entre autres, travaillé avec U2, The Verve, Depeche Mode, Erasure (trois remixes pour le single Chorus, en 1991), Dido et notamment Killing Joke, dont il est le bassiste de la formation du groupe, en 1978, jusqu'en 1982, puis en 1994-1996 et à nouveau depuis 2008, date à laquelle Killing Joke retrouve sa composition d'origine.
Pour son travail avec le groupe The Verve en collaboration avec Chris Potter, il est co-lauréat du prix du « Meilleur Producteur Britannique » aux Brit Awards 1998.

## Biographie et carrière

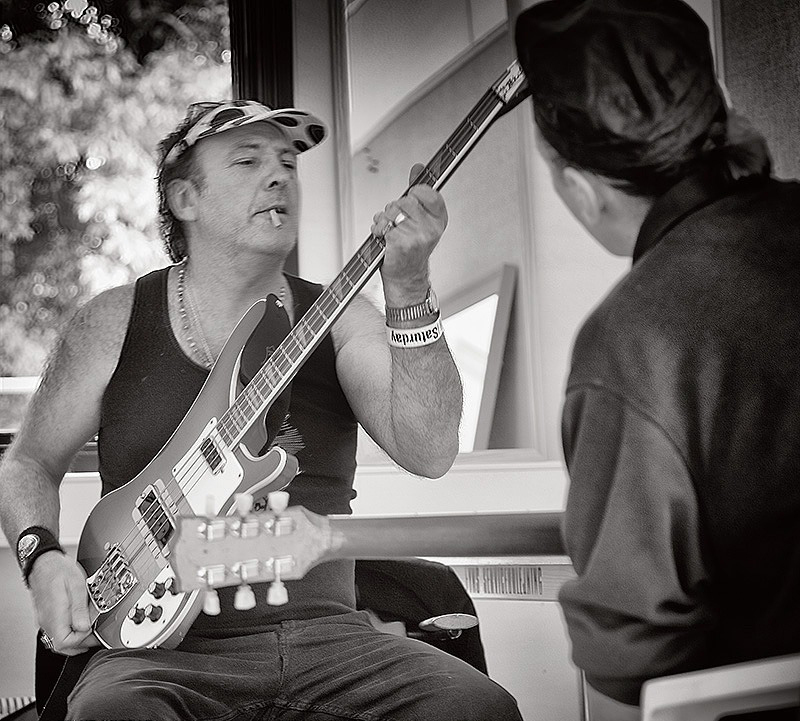
Martin Glover (de face) et Geordie Walker (de dos), par le réalisateur et photographe américano-canadien Mont Sherar.

Martin Glover fait partie du quatuor fondateur du groupe Killing Joke, lancé en 1978 par Jaz Coleman et le batteur Paul Ferguson. Lors de la séparation provisoire du groupe en 1982, Glover se lance dans une carrière de producteur de musique. Dans les années suivantes, il co-écrit, arrange et co-produit de très nombreux titres et albums pour des artistes et groupes de styles variés.
Il crée sa première maison d'édition, Dragonfly Records, à Londres en 1991. C'est dans son studio personnel, chez Butterfly Records, qu'est enregistrée la plus grande partie de l'album Pandemonium de Killing Joke en 1993-1994.
En 2007, à la suite du décès de Paul Raven, Youth retrouve sa place au sein de Killing Joke pour participer à un nouvel album et une tournée mondiale. C'est la première fois depuis 1982 que le groupe retrouve sa composition originelle.
Youth est également connu depuis 2008 pour être l'un des deux membres, avec Paul McCartney, du groupe électro-expérimental The Fireman : l'identité des membres de ce duo était jusqu'alors inconnue, depuis ses débuts en 1993, et ne fut révélée qu'à l'occasion de la sortie de leur troisième album studio.
En 2009, il joue comme bassiste et guitariste et produit cinq des titres de Command, dixième album studio du groupe d'electro britannique Client. Il sort en 2010 un recueil de poèmes et d'illustrations et un album instrumental intitulés Kommune. Le thème central est celui des difficultés et des plaisirs de la vie en communauté.
En 2011, il produit avec Sir Bob Cornelius Rifo, leader du groupe The Bloody Beetroots, le morceau Church of Noise. En 2014, il coproduit le dernier album studio de Pink Floyd, The Endless River.
En 2016 il sort Create Christ, Sailor Boy, le premier album de Hypnopazūzu, son projet musical en collaboration avec David Tibet.
En parallèle de sa carrière « rock », Martin Glover est aussi une figure emblématique de la scène Trance Goa des années 1990. Lui-même producteur sous son habituel pseudonyme de Youth, il délivre un dub qui fait fureur dans les Chillout des soirées Goa. Il sort plusieurs versions dub des morceaux de Kiling Joke, notamment sur le triple album Killing Joke in Dub. Mais c'est surtout au travers de son label Dragonfly que Youth se fait un nom sur la scène psychédélique. En signant des artistes comme Hallucinogen, Man With No Name ou encore les français de Total Eclipse son label devient rapidement un incontournable dans les tracklists des djs Trance-Goa. Le label Dragonfly sort également de nombreuses productions Dub et Chillout, à tel point que Martin Glover décide en 1998 de fonder un nouveau label, Liquid Sound Design Records, pour se concentrer sur l'exploration de ces sonorités plus planantes en s'affranchissant de l'étiquette « Psytrance » de Dragonfly. Vingt ans après sa création, c'est sur ce label que sort en 2018 l'album Astronaut Alchemists, fruit de la collaboration entre Youth et l'artiste dub Gaudi.
Youth est également le créateur et propriétaire des studios d'enregistrement Space Mountain, situés à Albuñuelas, dans le sud de l'Espagne. Les installations ont été conçues par Terry Ottley, des studios Olympic de Barnes.

## Discographie

### Avec Killing Joke
- 1980 : Killing Joke (réédition en 2005 avec 5 titres bonus).
- 1981 : What’s THIS for...! (Réédition en 2007 avec 3 titres bonus).
- 1981 : HA (réédition en 2005 avec 3 titres bonus. L'album originel est sorti sur vinyle au format 10" - 33 t).
- 1982 : Revelations (Réédition en 2005 avec 1 titre bonus).
- 2010 : Absolute Dissent (également disponible en double CD, vinyle et double vinyle).
- 2012 : Down by the River (live enregistré au Royal Festival Hall de Londres en avril 2011. Chronologiquement, disponible en téléchargement (2011), puis sur double CD et en DVD vidéo (2012).
- 2012 : MMXII
- 2015 : Pylon

### Albums solo et en duo
- 1993 : The Fireman — Strawberries Oceans Ships Forest (Parlophone/EMI Records)
- 1998 : The Fireman — Rushes (Hydra Records/EMI Records)
- 2008 : The Fireman — Electric Arguments (One Little Indian Records)
- 2010 : Kommune (recueil de poésie accompagné d'un album electro instrumental à télécharger)
- 2014 : Killing Joke in Dub (triple album, Killing Joke Records)
- 2016 : Hypnopazūzu — Create Christ, Sailor Boy (duo avec David Tibet, Soundworks Season Of Mist)
- 2018 : avec Gaudi : Astronaut Alchemists (Liquid Sound Design)
- 2020 : avec Jaz Coleman : Occular (album, Painted Word)
- 2022 : avec Gaudi : Stratosphere

### Musique de film
- 2000 : avec Jaz Coleman : Cendrillon Rhapsodie (en) (Cinderella), téléfilm britannique de Beeban Kidron diffusé en 2000[7].